# Železniční trať Hostivice–Podlešín
Železniční trať Hostivice–Podlešín (v jízdním řádu pro cestující označená číslem 121) je jednokolejná železniční trať, část celostátní dráhy. Vede z Hostivice přes odbočku Jeneček do Podlešína. Provoz na trati byl zahájen v roce 1873. Trať vybudovala společnost Pražsko-duchcovská dráha, která na ní v letech 1873–1884 provozovala dopravu, od roku 1884 provoz převzaly státní dráhy. Při rozšiřování ruzyňského letiště v roce 1960 byla přeložena část trati mezi Hostivicí a Středokluky.
Od GVD 2004/2005 byla na trati zastavena osobní doprava, od 31. 3. 2007 byly změnou JŘ na trati zavedeny sezónní víkendové cyklovlaky, od GVD 2014/2015 Cyklohráček. Od GVD 2015/2016 byla v souvislosti s vybudováním skladu Amazonu v Dobrovízi obnovena pravidelná doprava v úseku Hostivice–Středokluky, od GVD 2017/2018 byla prodloužena do Noutonic. O mimosezónních víkendech, kdy nejezdí Cyklohráček, jezdí místo něj linka S54 až do Slaného, takže provoz v úseku Noutonice–Podlešín je též provozován celoročně.
V letech 2027–2028 by v úseku Jeneč–Středokluky měla proběhnout prostá elektrizace.

## Stavby
- Podlešínský viadukt byl postaven Pražsko-duchcovskou dráhou v letech 1872–1873 z pískovcových kvádrů. Most pěti oblouky překlenuje údolí Knovízského potoka. Délka mostu je asi 95 m, rozpětí oblouků 10 m a maximální výška 17,7 m. Oblouky nasedají na pilíře ukončené profilovanými římsami. Viadukt je kulturní památkou Česka.
- Viadukt u Nového mlýna na železniční trati mezi Kováry a Noutonicemi byl postaven Pražsko-duchcovskou dráhou v roce 1873. Dva oblouky kamenného mostu o rozpětí 76,75 m překlenují Zákolanský potok a cestu u Nového mlýna.[7] Výška mostu je 19,31 m, v roce 2005 byl rekonstruován. Železničáři byl nazýván U Hermanky, je to podle místa, kde se jezdila rekreovat herečka Ljuba Hermanová.[8]

## Navazující tratě

### Hostivice
- Železniční trať Praha-Smíchov – Hostivice

### Odbočka Jeneček
- Železniční trať Praha – Lužná u Rakovníka – Chomutov/Rakovník
- Železniční trať Rudná u Prahy – Hostivice

### Podlešín
- Železniční trať Kralupy nad Vltavou – Louny

## Stanice a zastávky

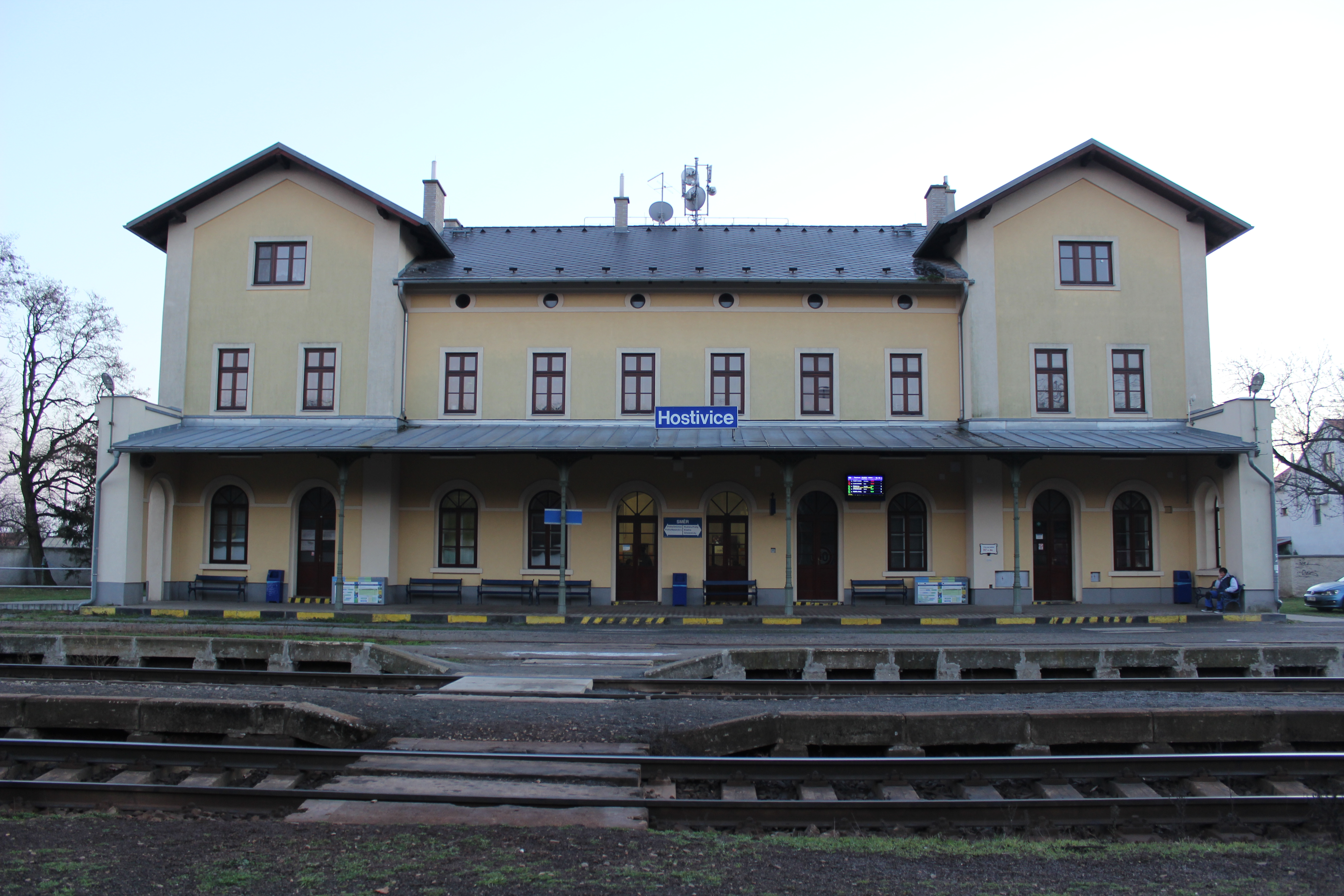
stanice Hostivice
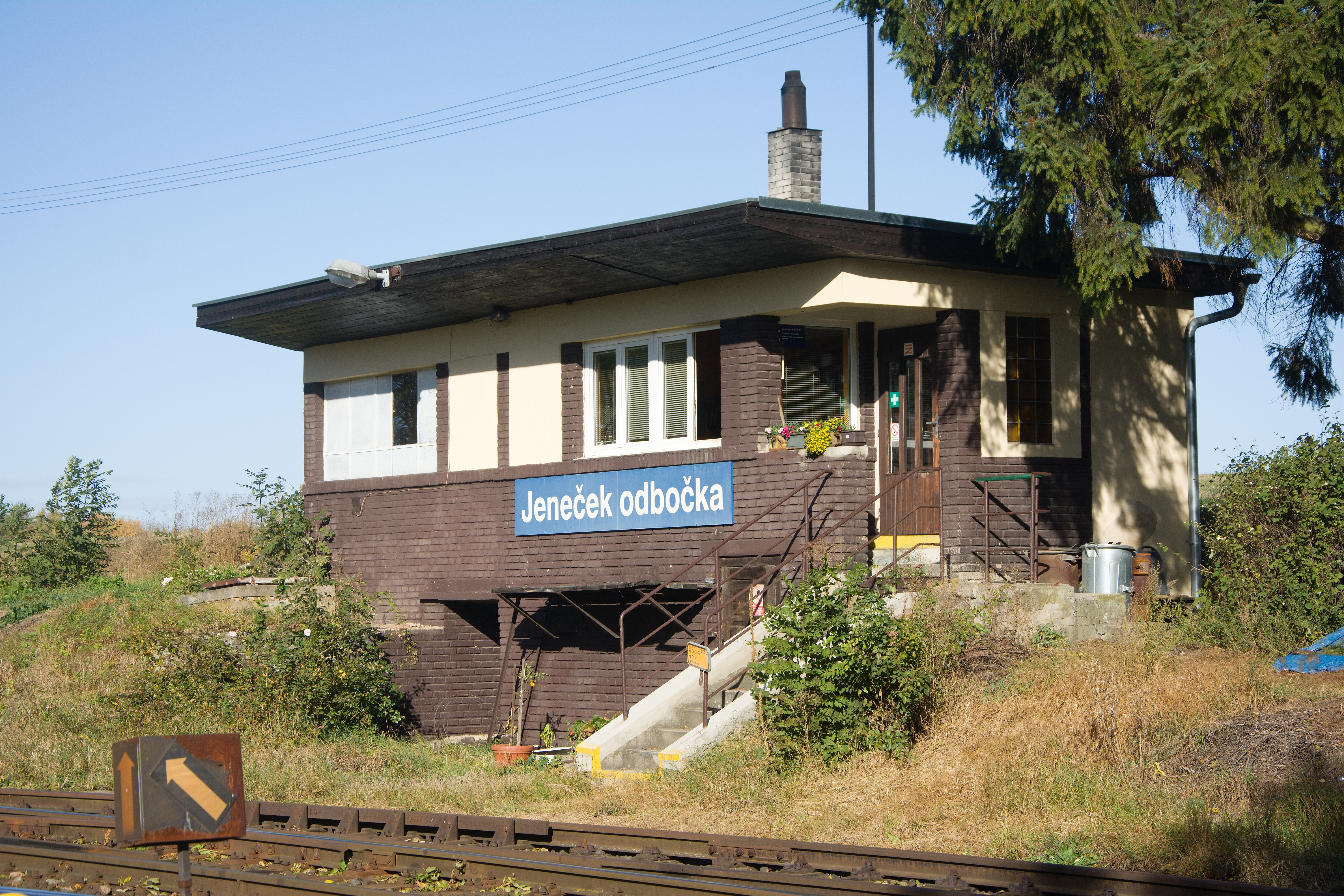
odbočka Jeneček
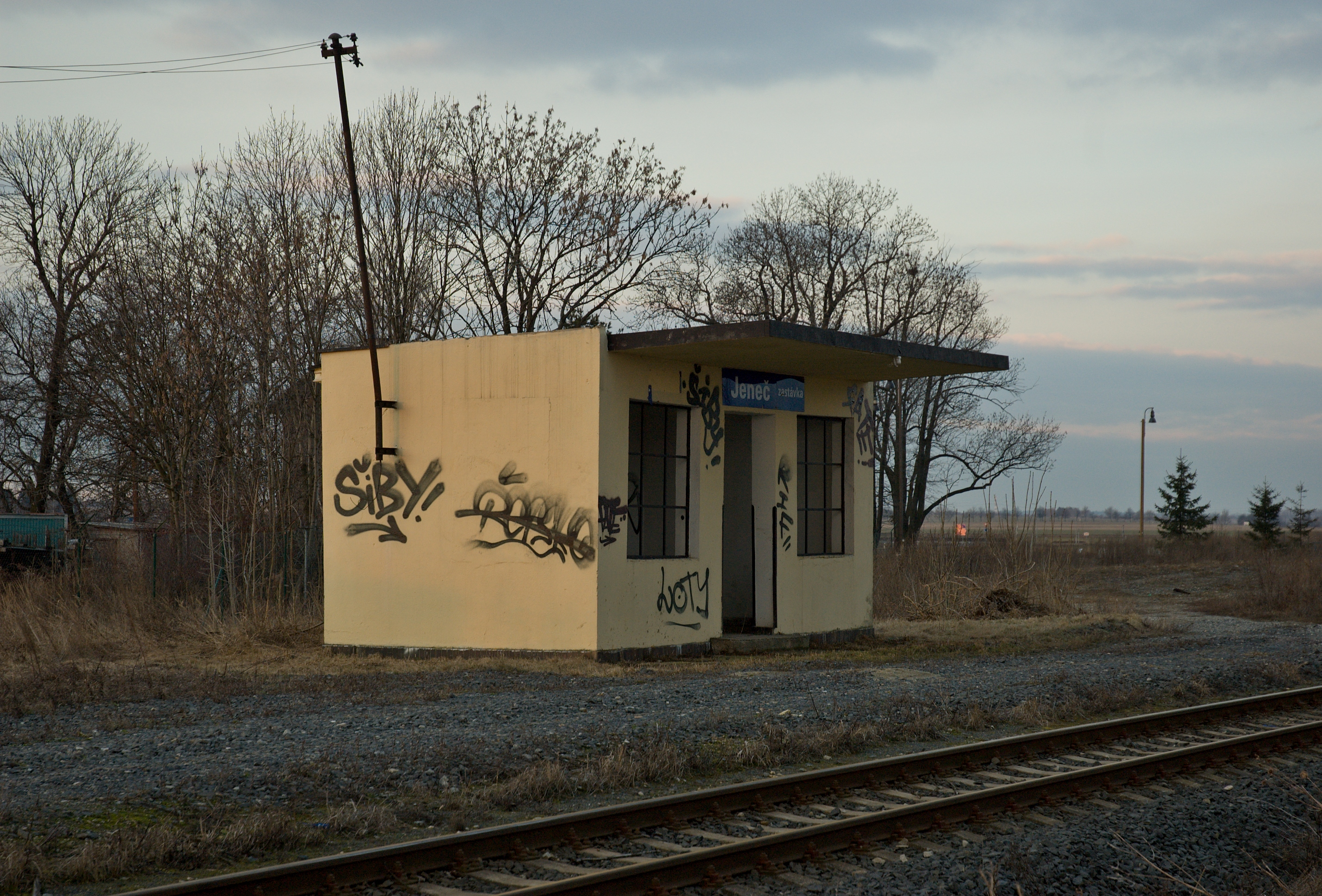
zastávka Jeneč zastávka
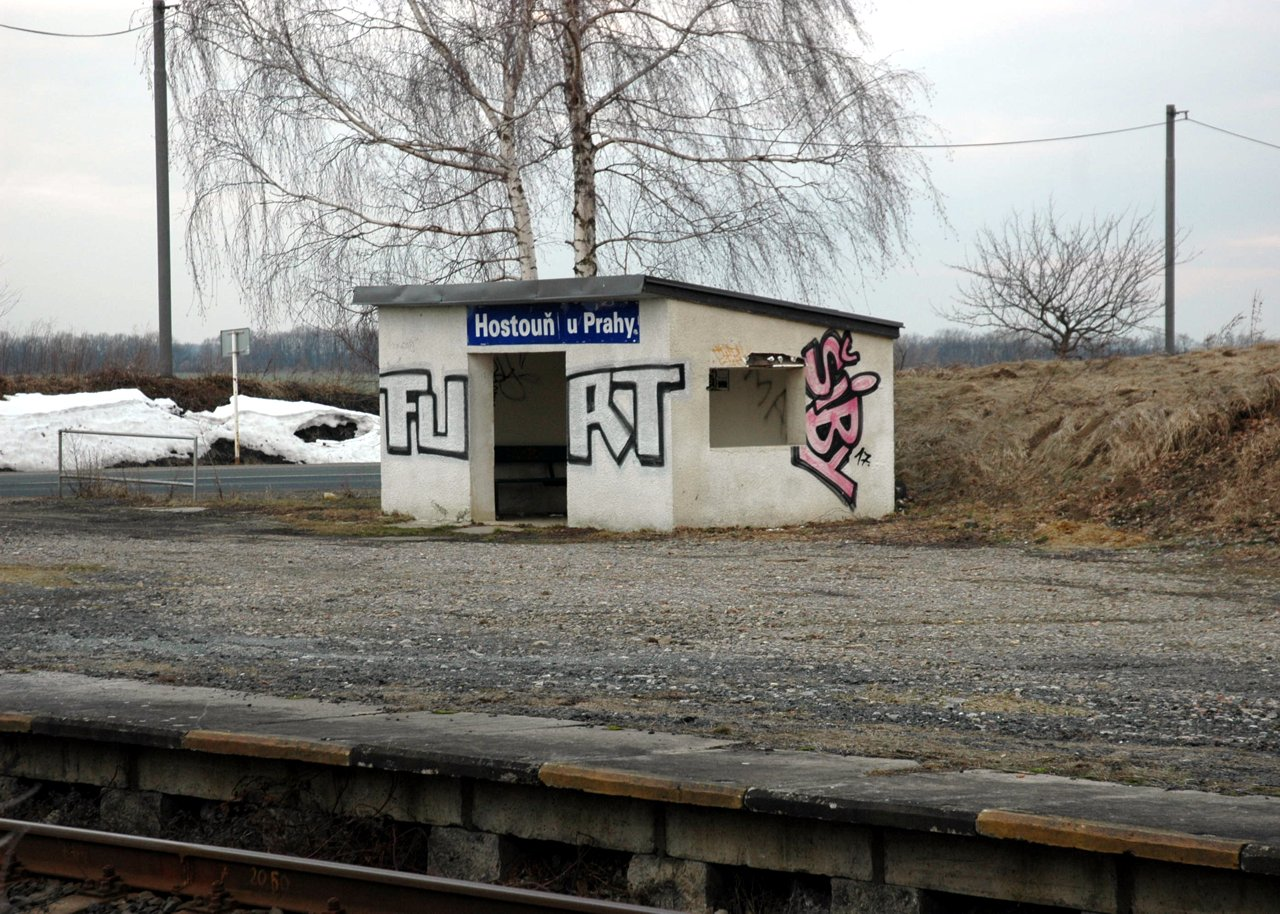
zastávka Hostouň u Prahy
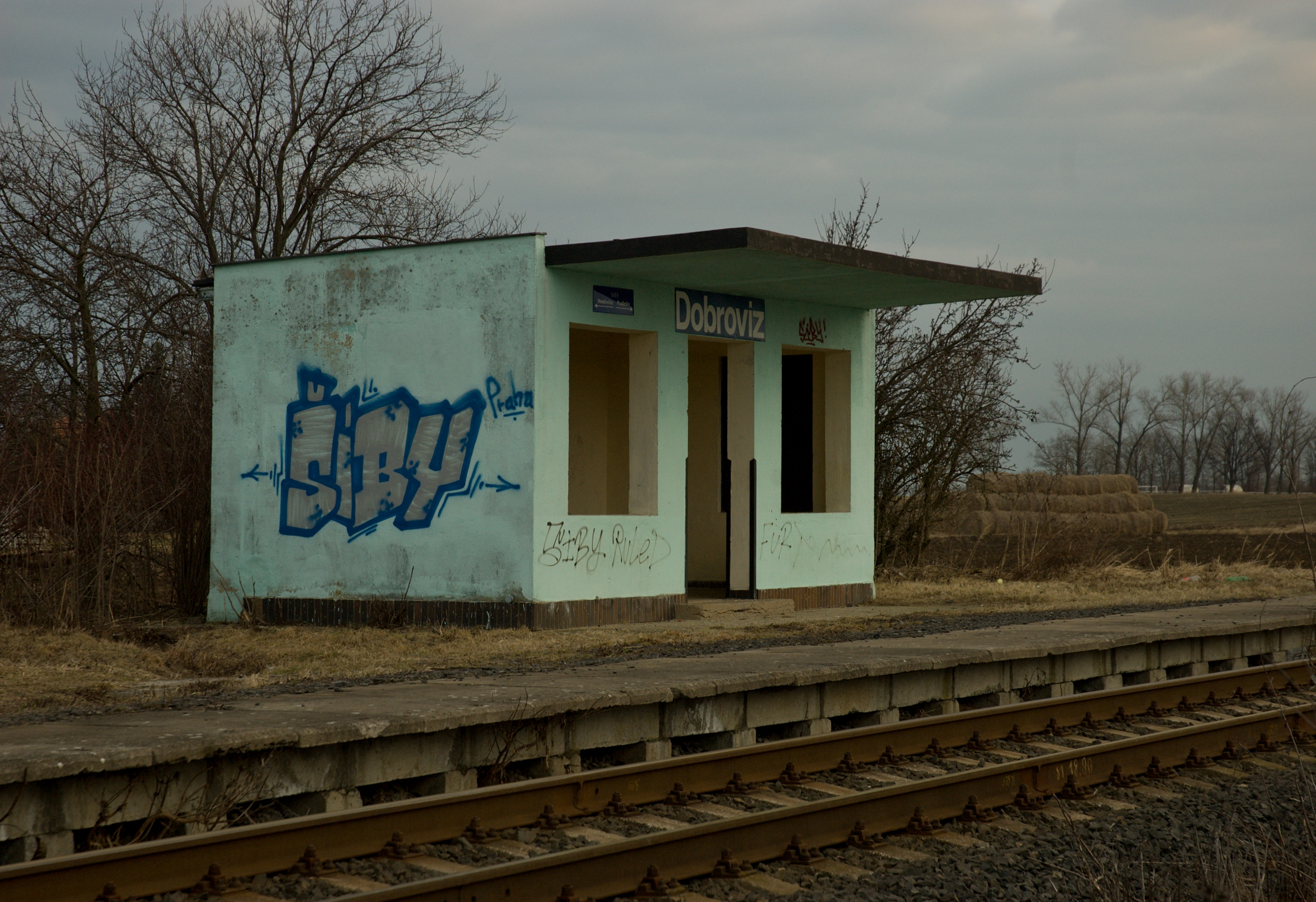
zastávka Dobrovíz
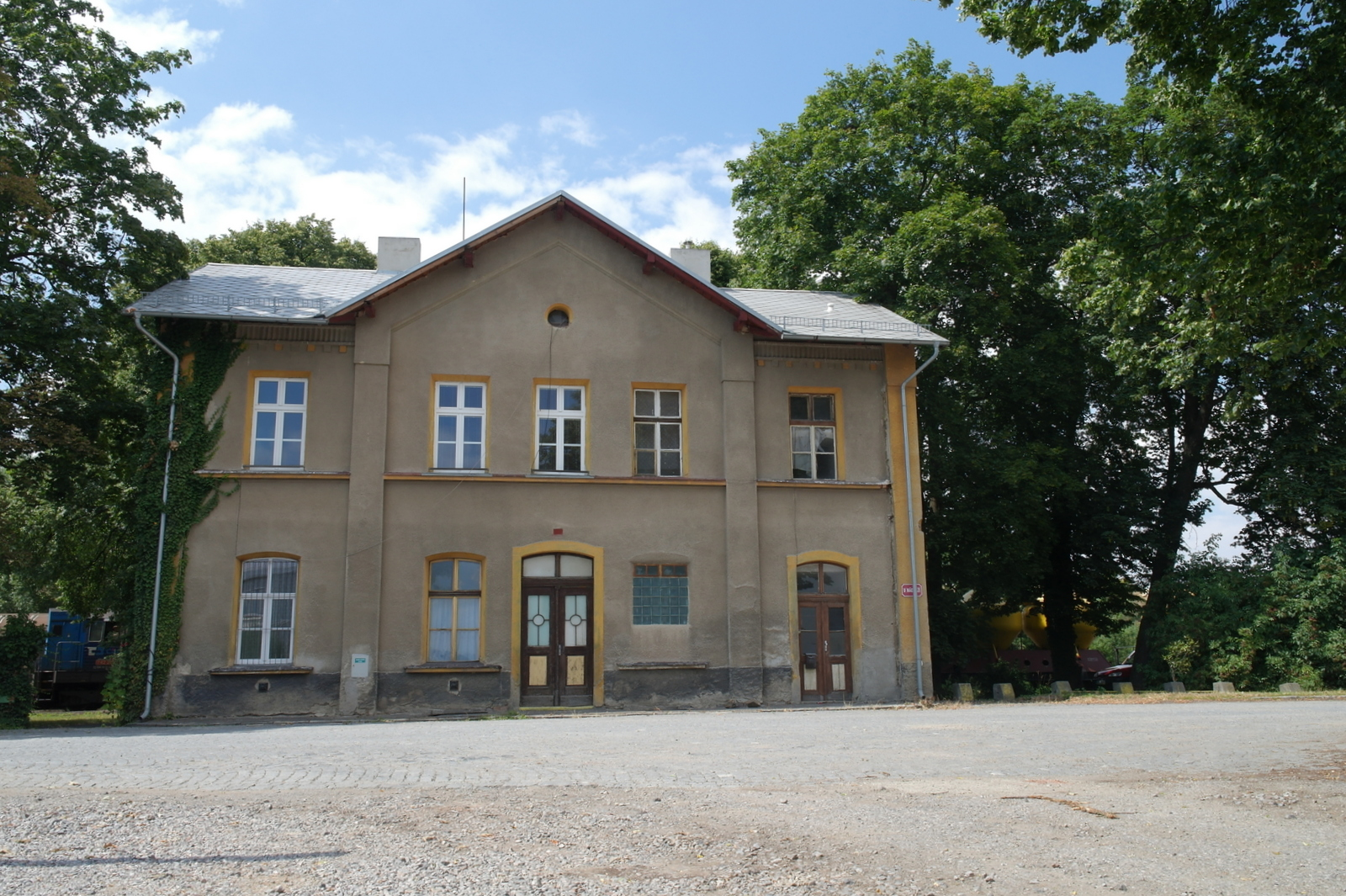
stanice Středokluky
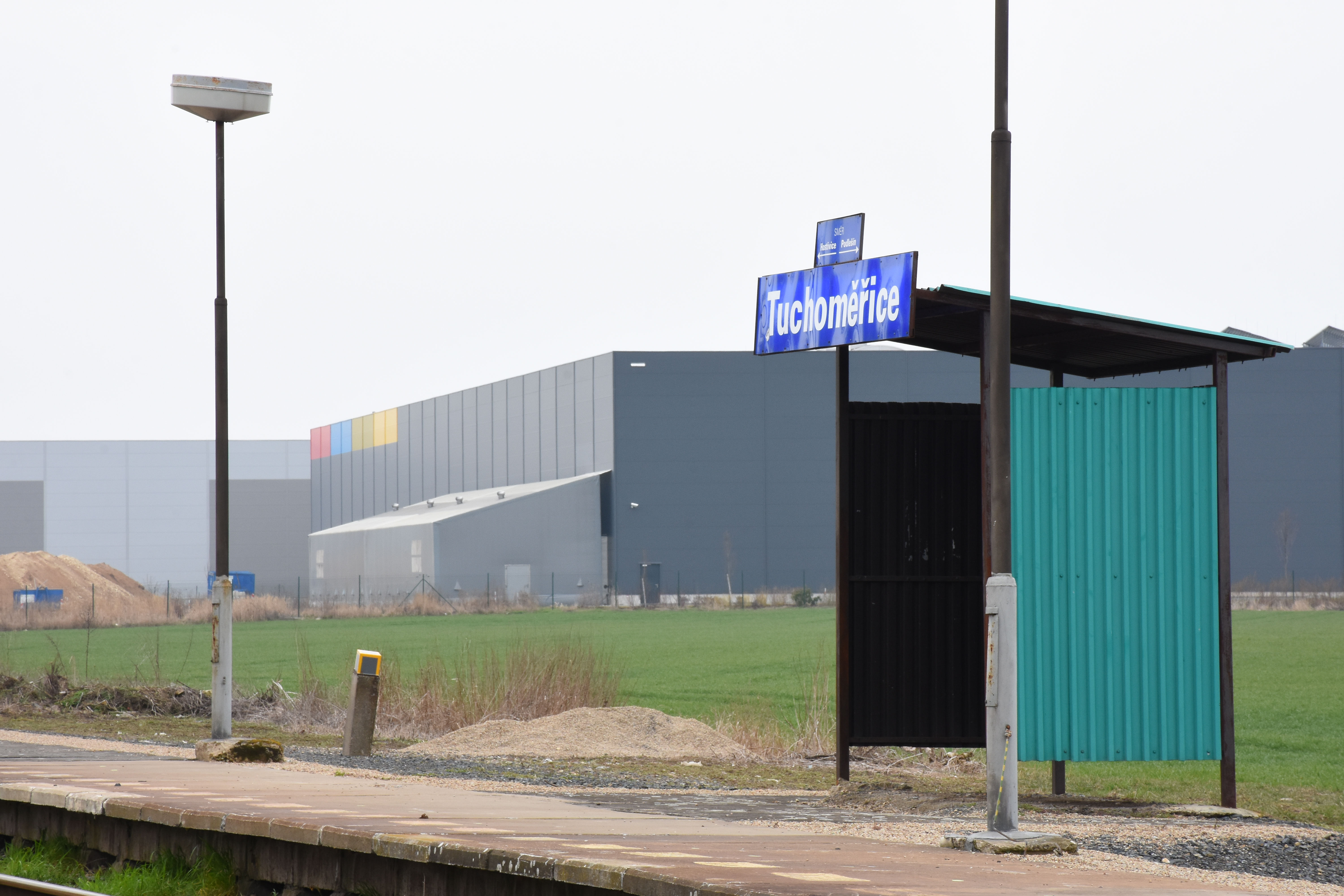
zastávka Tuchoměřice
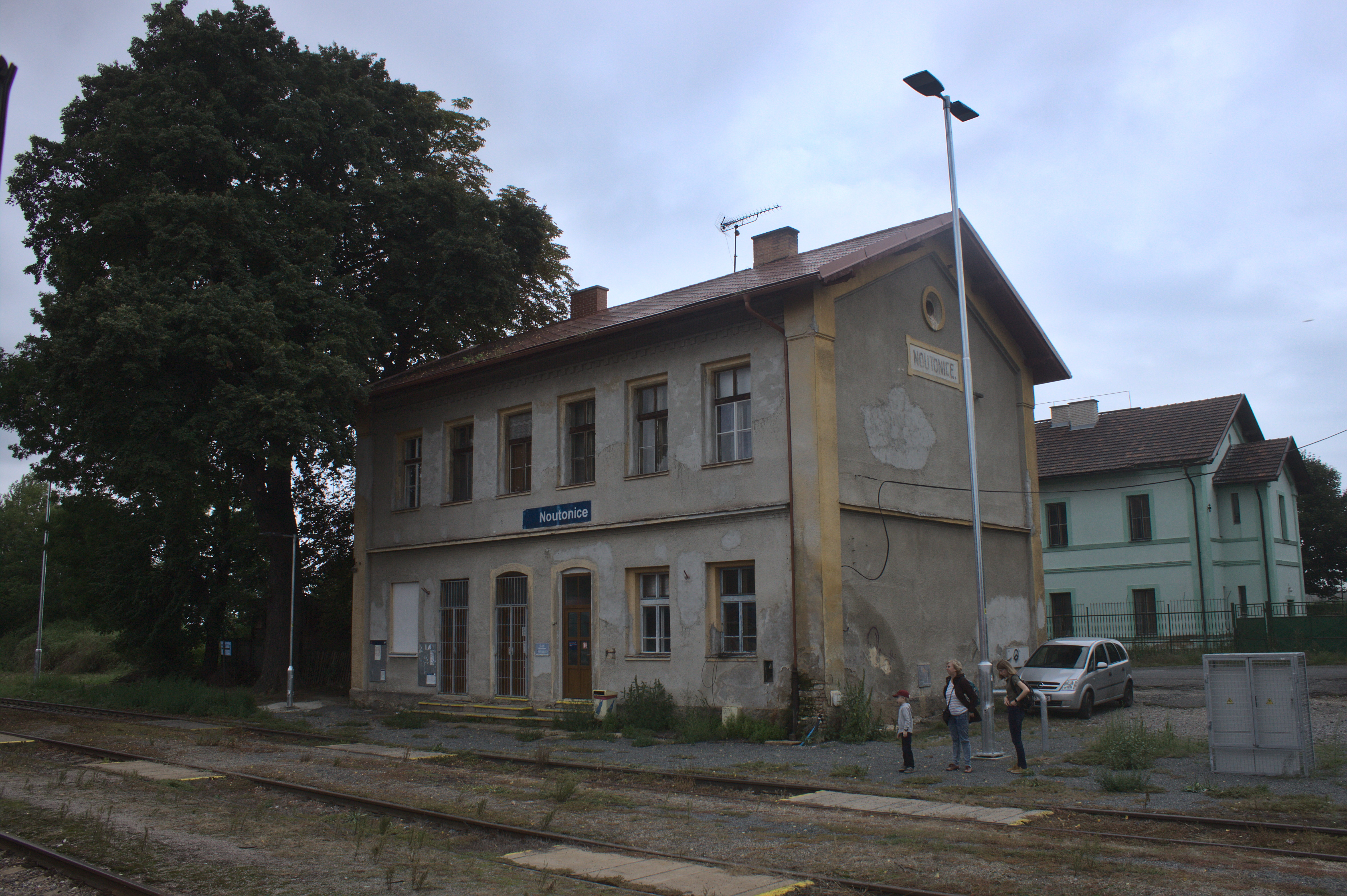
stanice Noutonice
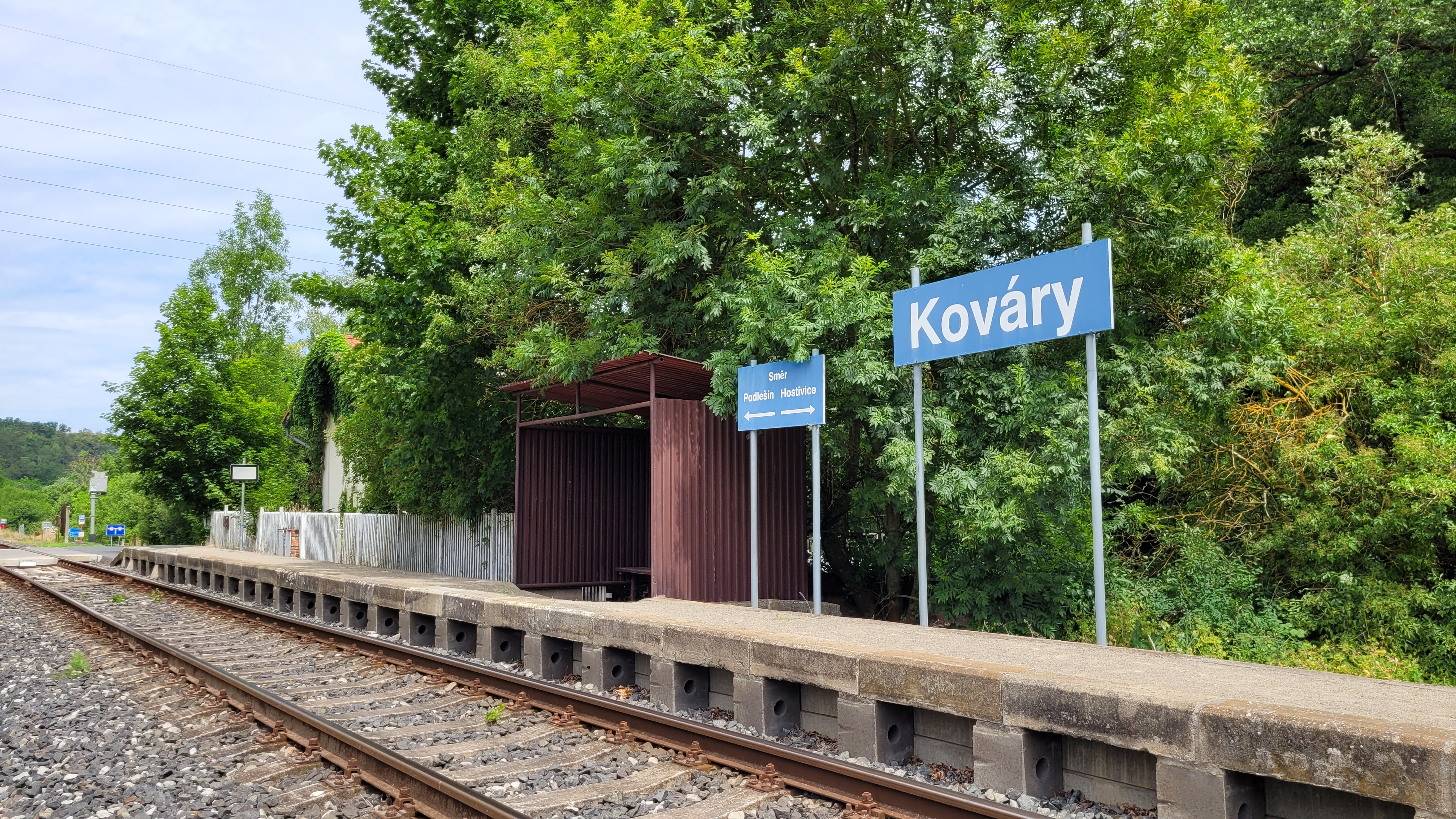
zastávka Kováry
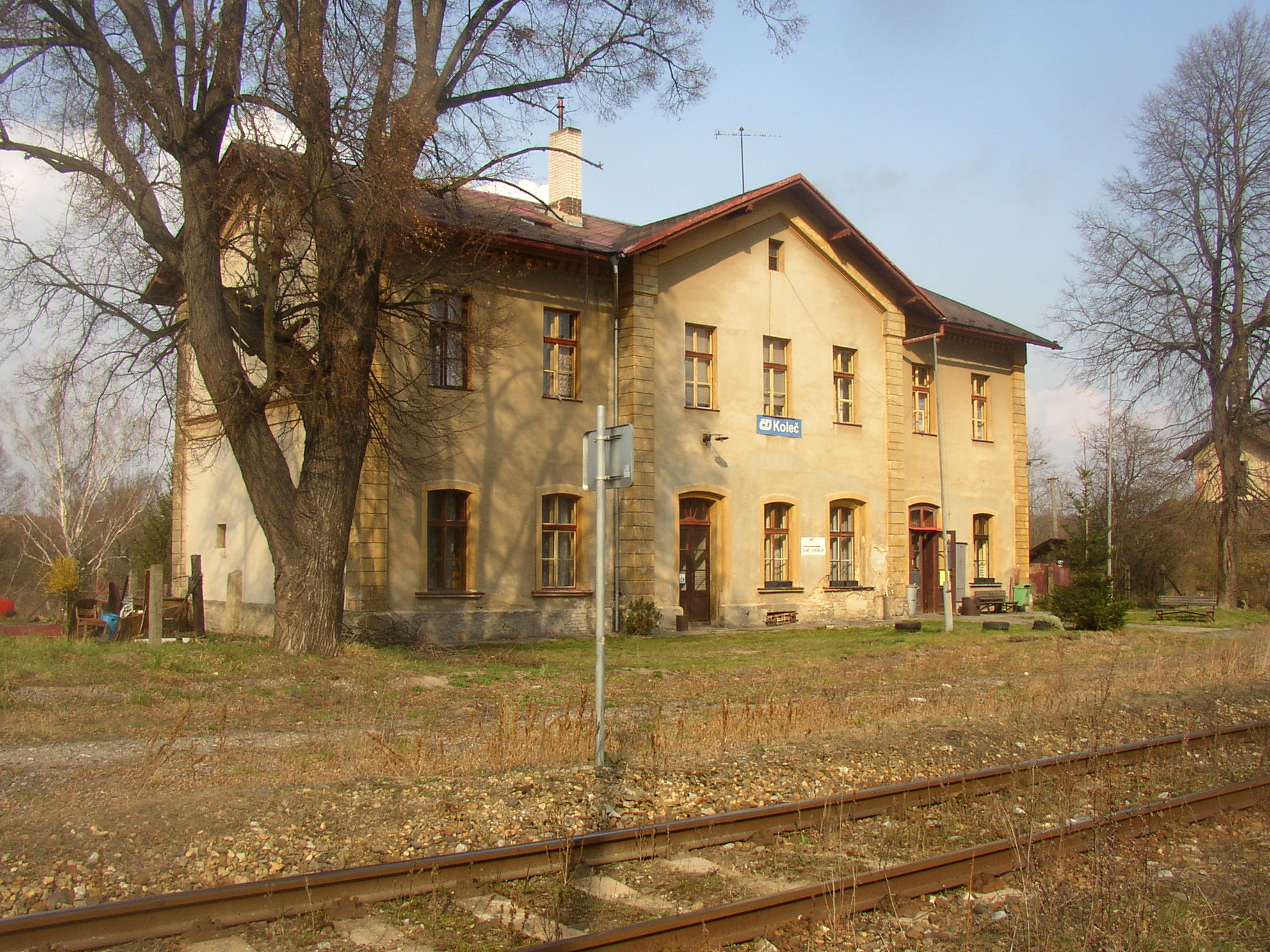
zastávka Koleč
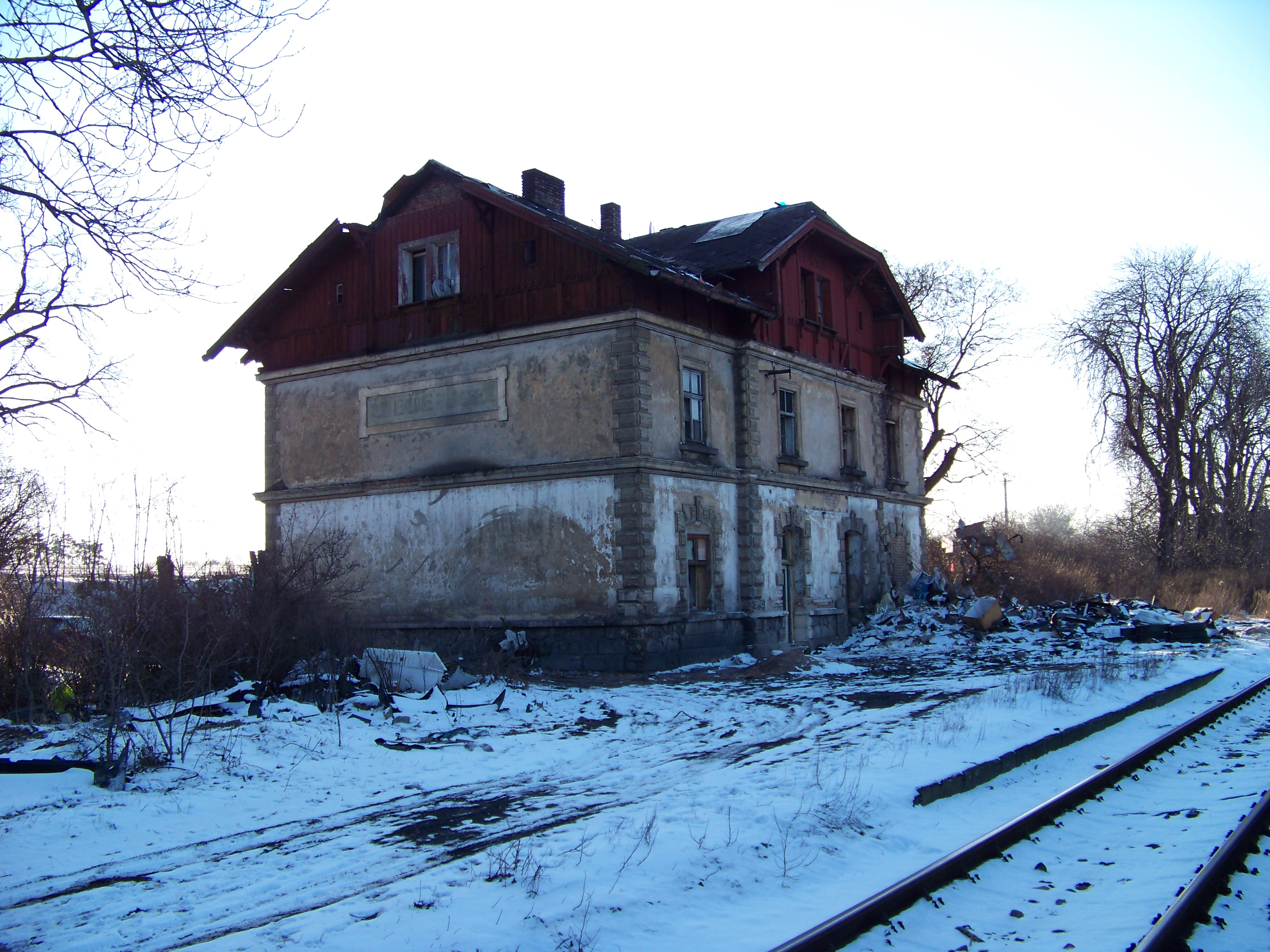
zastávka Želenice u Slaného (zruš.)
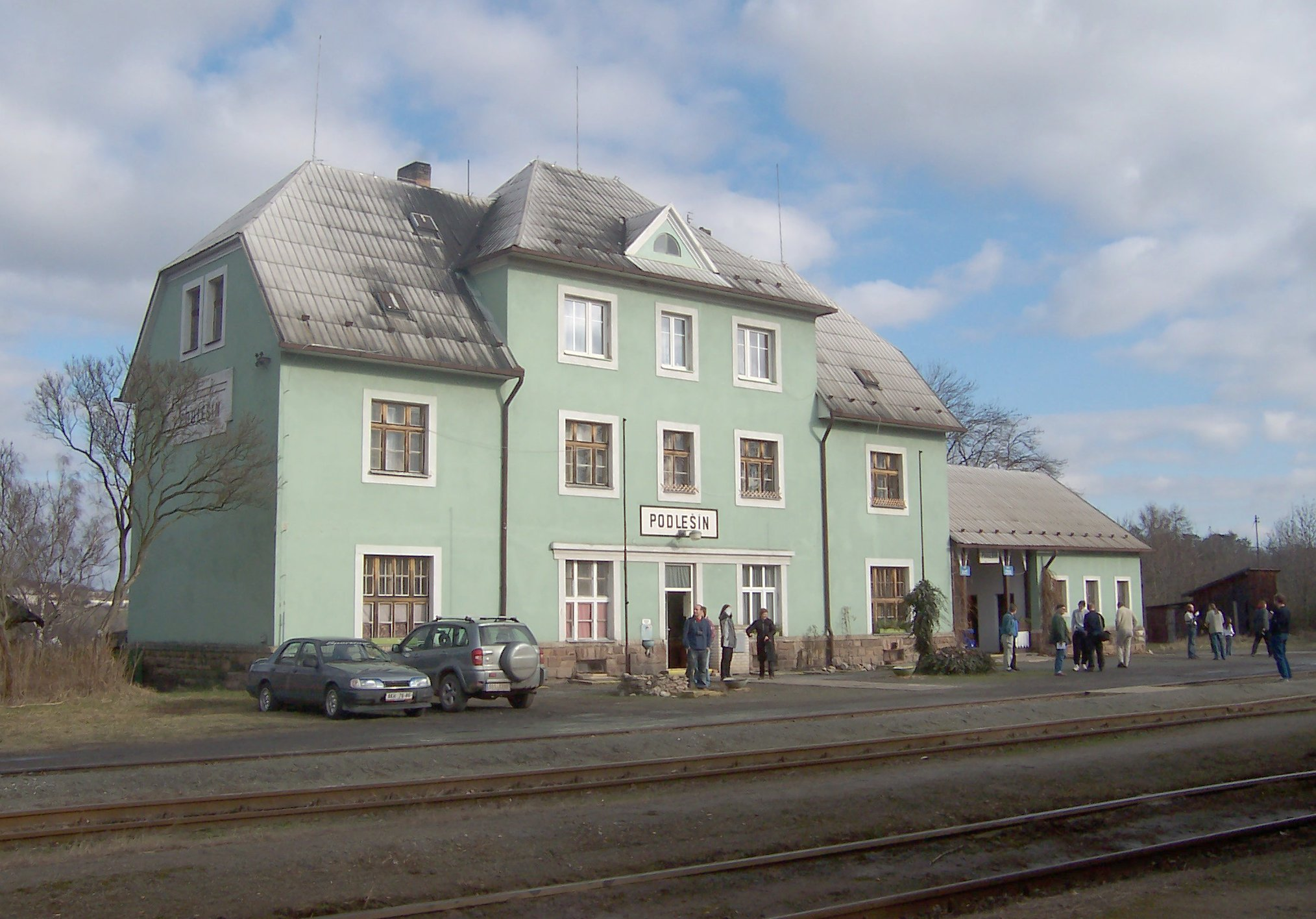
stanice Podlešín